# 0532
0532 è il prefisso telefonico del distretto di Ferrara, appartenente al compartimento di Bologna.
Il distretto comprende la parte occidentale della provincia di Ferrara. Confina con i distretti di Ostiglia (0386), di Rovigo (0425) e di Adria (0426) a nord, di Comacchio (0533) a est, di Ravenna (0544), di Lugo (0545) e di Imola (0542) a sud, di Bologna (051) e di Mirandola (0535) a ovest.

## Aree locali e comuni
Il distretto di Ferrara comprende 12 comuni compresi nelle 4 aree locali di Argenta (ex settori di Argenta e Portomaggiore), Bondeno (ex settori di Bondeno e Sant'Agostino), Copparo e Ferrara (ex settori di Ferrara e Poggio Renatico). I comuni compresi nel distretto sono: Argenta, Bondeno, Copparo, Ferrara, Jolanda di Savoia, Masi Torello, Poggio Renatico, Portomaggiore, Riva del Po, Terre del Reno, Vigarano Mainarda e Voghiera.